# Vidauban
Vidauban est une commune française située dans le département du Var, en région Provence-Alpes-Côte d'Azur, sur les bords de l'Argens. Elle connaît une croissance démographique rapide : 8 546 habitants en 2005, 12 693 habitants en 2020 selon l'INSEE.

## Géographie

### Localisation
Vidauban est située à l'extrémité nord de la plaine des Maures, à la fois dans la partie orientale du massif des Maures et dans la moyenne vallée de l'Argens.
Elle est distante de 6 km des Arcs, 11 du Luc et 18 de Draguignan.

### Géologie et relief
Son territoire couvre 7 393 hectares. Plus de 4 000 ha se composent de forêts et plus de 1 100 ha sont  agricole surtout occupé par la monoculture de la vigne.
Une partie des exploitations produisent un vin d’appellation « A.O.C »  ou « vin de pays ».

### Sismicité
La commune se trouve en zone de sismicité 2 « faible »,.

### Climat
Pour des articles plus généraux, voir Climat de Provence-Alpes-Côte d'Azur et Climat du Var.
En 2010, le climat de la commune est de type climat méditerranéen franc, selon une étude du Centre national de la recherche scientifique s'appuyant sur une série de données couvrant la période 1971-2000. En 2020, Météo-France publie une typologie des climats de la France métropolitaine dans laquelle la commune est exposée à un climat méditerranéen et est dans la région climatique  Var, Alpes-Maritimes, caractérisée par une pluviométrie abondante en automne et en hiver (250 à 300 mm en automne), un très bon ensoleillement en été (fraction d’insolation > 75 %), un hiver doux (8 °C) et peu de brouillards. 
Pour la période 1971-2000, la température annuelle moyenne est de 15,1 °C, avec une amplitude thermique annuelle de 15,7 °C. Le cumul annuel moyen de précipitations est de 843 mm, avec 6,5 jours de précipitations en janvier et 1,8 jours en juillet. Pour la période 1991-2020, la température moyenne annuelle observée sur la station météorologique installée sur la commune est de 15,6 °C et le cumul annuel moyen de précipitations est de 1 008,5 mm. 
La température maximale relevée sur cette station est de 40,3 °C, atteinte le 2 août 2017 ; la température minimale est de −7,4 °C, atteinte le 12 février 2012,,. 
| Mois                                  | jan.          | fév.          | mars          | avril         | mai           | juin          | jui.          | août          | sep.          | oct.          | nov.          | déc.          | année     |
| ------------------------------------- | ------------- | ------------- | ------------- | ------------- | ------------- | ------------- | ------------- | ------------- | ------------- | ------------- | ------------- | ------------- | --------- |
| Température minimale moyenne (°C)     | 4             | 3,6           | 6,3           | 9,1           | 11,9          | 16,1          | 18,7          | 18,6          | 15,5          | 12            | 8             | 5             | 10,7      |
| Température moyenne (°C)              | 7,7           | 8             | 11,1          | 14,1          | 17,2          | 21,8          | 24,8          | 24,8          | 21            | 16,6          | 11,7          | 8,5           | 15,6      |
| Température maximale moyenne (°C)     | 11,4          | 12,5          | 15,9          | 19,2          | 22,5          | 27,4          | 30,9          | 31            | 26,6          | 21,3          | 15,5          | 12            | 20,5      |
| Record de froid (°C) date du record   | −4 18.01.13   | −7,4 12.02.12 | −2,5 11.03.10 | −0,2 03.04.22 | 4,6 07.05.10  | 9,4 01.06.11  | 12,8 15.07.16 | 12,9 31.08.20 | 5,8 27.09.20  | 1,1 28.10.12  | −2,5 27.11.10 | −5,2 20.12.09 | −7,4 2012 |
| Record de chaleur (°C) date du record | 20,5 10.01.15 | 24,4 03.02.20 | 25,2 12.03.12 | 28,7 07.04.11 | 33,9 27.05.22 | 38,8 27.06.19 | 40,1 31.07.20 | 40,3 02.08.17 | 34,7 01.09.19 | 33,5 08.10.23 | 24,1 14.11.23 | 20 24.12.22   | 40,3 2017 |
| Précipitations (mm)                   | 77,7          | 93,8          | 84            | 72,7          | 54            | 67,2          | 16,1          | 20,7          | 58,6          | 145,1         | 210,7         | 107,9         | 1 008,5   |

| Diagramme climatique                                  |             |           |             |            |              |              |            |              |             |            |          |
| J                                                     | F           | M         | A           | M          | J            | J            | A          | S            | O           | N          | D        |
| 11,4477,7                                             | 12,53,693,8 | 15,96,384 | 19,29,172,7 | 22,511,954 | 27,416,167,2 | 30,918,716,1 | 3118,620,7 | 26,615,558,6 | 21,312145,1 | 15,58210,7 | 125107,9 |
| Moyennes : • Temp. maxi et mini °C • Précipitation mm |             |           |             |            |              |              |            |              |             |            |          |

Les paramètres climatiques de la commune ont été estimés pour le milieu du siècle (2041-2070) selon différents scénarios d'émission de gaz à effet de serre à partir des nouvelles projections climatiques de référence DRIAS-2020. Ils sont consultables sur un site dédié publié par Météo-France en novembre 2022.

### Voies de communications et transports

#### Voies routières
C'est une commune viticole, traversée par la RN 7 (devenue départementale N 7) et l'autoroute A8. Ces deux voies routières majeures du département délimitent assez nettement le nord (pins d'Alep, chênes, peupliers) et le sud (pins parasols, bruyères et grès rosés) de cette commune traversée par l'Argens.
Le 11 juillet 2009 a été mise en service la déviation de la départementale N 7 à Vidauban. Cette voie de contournement d'environ 3 km, dont la maîtrise d'ouvrage a été confiée au conseil général du Var, a nécessité 200 000 m3 de terrassement, cinq bassins de traitement des eaux, deux carrefours giratoires, cinq passages supérieurs et un inférieur. Elle diminue désormais les importantes difficultés de circulation liées aux lourds trafics en transit dans l'agglomération.

#### Transports en commun

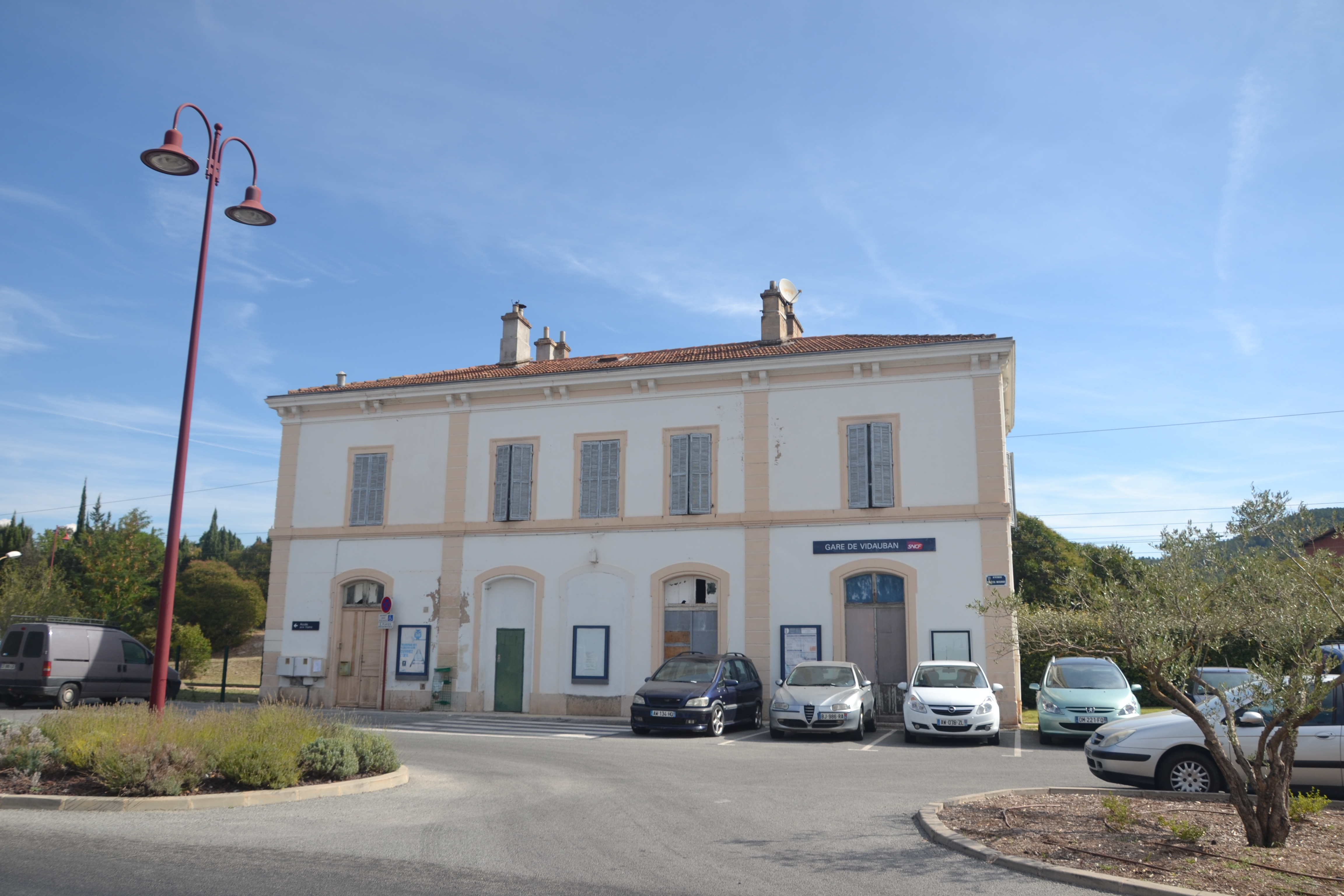
Gare de Vidauban.

- Transport en Provence-Alpes-Côte d'Azur

La commune est desservie par les réseaux de lignes régulières Varlib et Tedbus.

#### Lignes SNCF
Vidauban est desservie par la ligne de Marseille-Saint-Charles à Vintimille, avec un arrêt en gare de Vidauban.
- Autres gares SNCF : Gare de Nice-Ville et Gare de Toulon.

### Hydrographie et les eaux souterraines

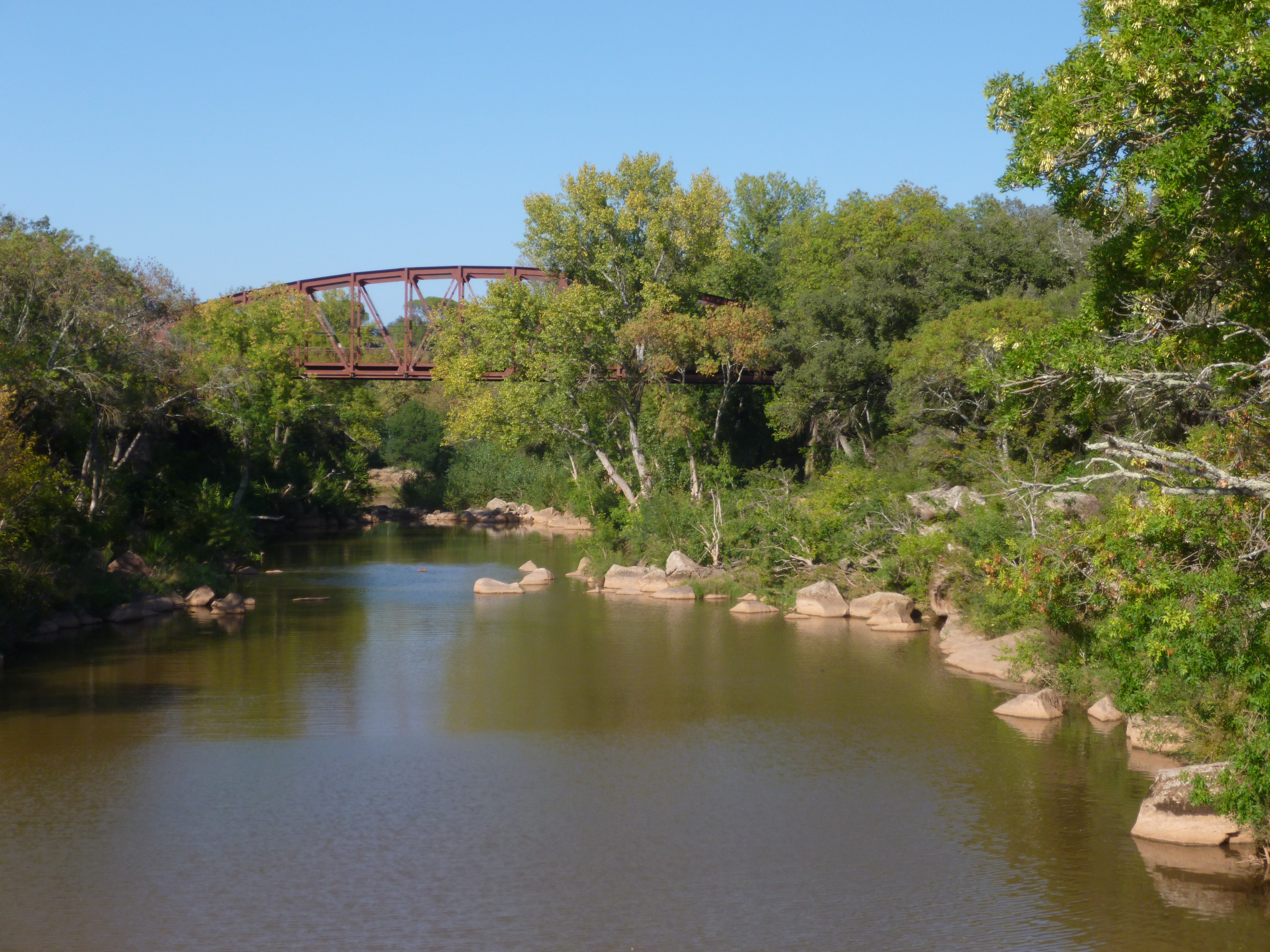
Cascades de l'Aille, dans la réserve naturelle nationale de la plaine des Maures.

La commune est traversée par l'Aille et la Florièye, deux affluents de l'Argens.
Cours d'eau sur la commune ou à son aval, :
- fleuve l'Argens,
- rivière l'Aille,
- vallons de Souate, des Bertrands, de Saint-Daumas, de Belleïman, de Sartouresse, des Bugades, du Cros d'Aillé, de Réoulet, de Grimaud, du Verne, de Bozole,
- ruisseaux de la Condamine, de Fenouils, du Cavalier, d'Emponse, de Règue courte, de la Rine, de la Berthe, de Langastoua, de Mouresse, de Pedeban, de l'Arguillet, la Blaquière, Vallat le marri ruisseau,
- ravin du Nartassier.

### Protection de l'environnement
- Station d'épuration Intercom « Taradeau-Vidauban »[14],[15] d'une capacité de 23 694 équivalent-habitants.

## Urbanisme

### Typologie
Au 1er janvier 2024, Vidauban est catégorisée petite ville, selon la nouvelle grille communale de densité à sept niveaux définie par l'Insee en 2022.
Elle appartient à l'unité urbaine de Vidauban, une unité urbaine monocommunale constituant une ville isolée,. Par ailleurs la commune fait partie de l'aire d'attraction de Vidauban, dont elle est la commune-centre,. Cette aire, qui regroupe 1 commune, est catégorisée dans les aires de moins de 50 000 habitants,.

### Occupation des sols
L'occupation des sols de la commune, telle qu'elle ressort de la base de données européenne d’occupation biophysique des sols Corine Land Cover (CLC), est marquée par l'importance des forêts et milieux semi-naturels (59,3 % en 2018), en diminution par rapport à 1990 (63,2 %). La répartition détaillée en 2018 est la suivante : 
milieux à végétation arbustive et/ou herbacée (40,7 %), cultures permanentes (20,3 %), forêts (18,6 %), zones urbanisées (9,6 %), zones agricoles hétérogènes (8,5 %), espaces verts artificialisés, non agricoles (1,3 %), zones industrielles ou commerciales et réseaux de communication (1,2 %). L'évolution de l’occupation des sols de la commune et de ses infrastructures peut être observée sur les différentes représentations cartographiques du territoire : la carte de Cassini (XVIIIe siècle), la carte d'état-major (1820-1866) et les cartes ou photos aériennes de l'IGN pour la période actuelle (1950 à aujourd'hui).

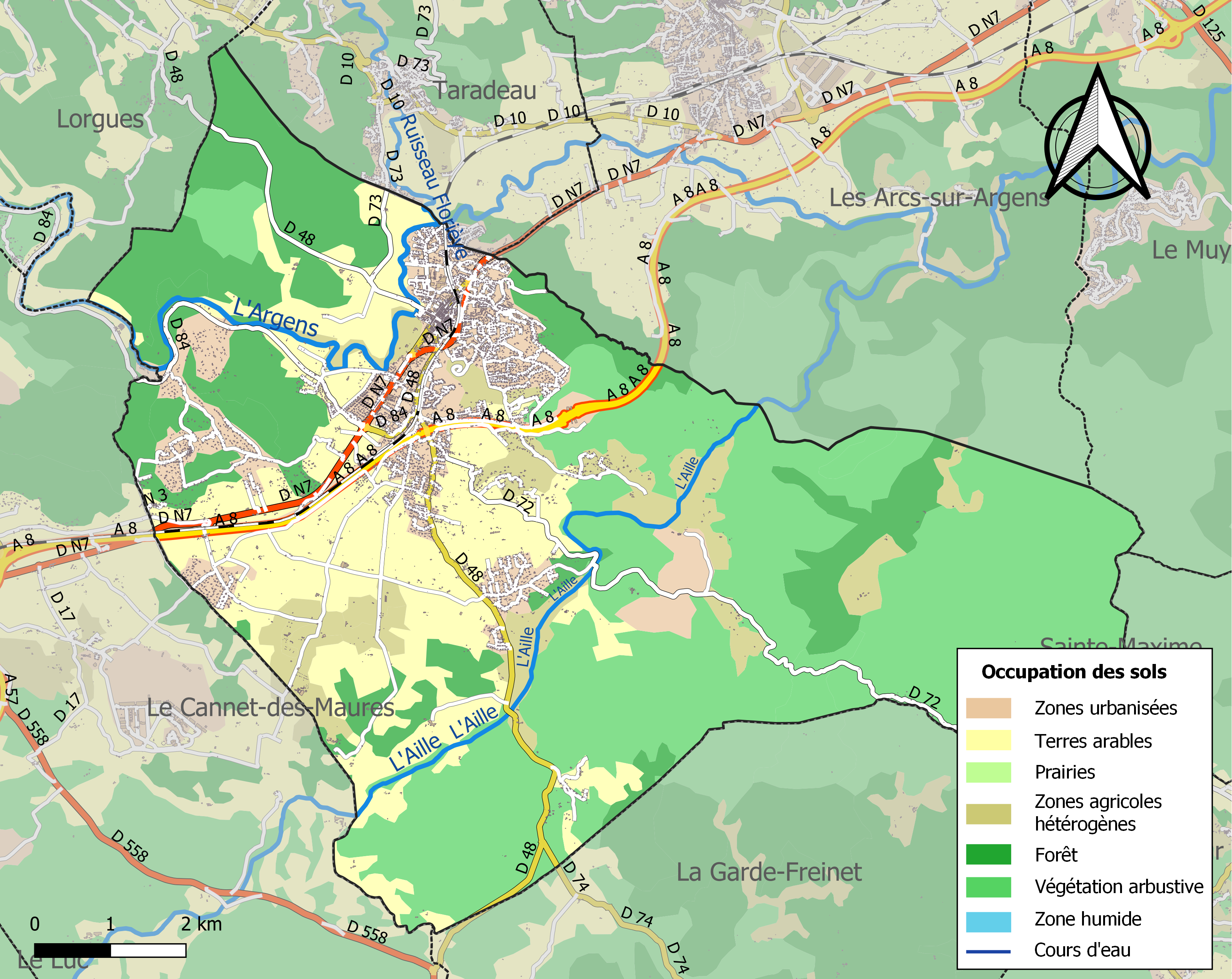
Carte des infrastructures et de l'occupation des sols de la commune en 2018 (CLC).

## Toponymie
Attestée sous la forme in castro Vite Albano (« la vigne d'Auban ») en 1014.
L'origine du mot Vidauban est Vitis Alba (vigne blanche), c'est-à-dire la clématite ( vidalbo en occitan) que l'on trouve sur les rives de l’Argens. On trouve aussi, dans d'anciens documents, les appellations de Vicus Albanorum et Castrum de Vidalban. Le nom de Vidauban est d'origine romaine. Quelques ruines, inscriptions et le passage de la voie romaine en attestent. Cette écriture se retrouve plus précisément sur une carte de 1293 sous la forme Vidalban.

## Histoire

### Antiquité et Moyen Âge
Les enceintes fortifiées, situées sur les hauteurs de Sainte-Brigitte, au fort des Mûres, à Châteauneuf, confirment une présence humaine à l'âge de fer.
Les vestiges de voie romaine ont été dégagés dans le secteur des Blaïs. D'autres permettent de penser que l'antique cité de Forum Voconii devait se situer entre le hameau actuel des Blaïs et le domaine des termes au Cannet des Maures.
Vers la fin du premier millénaire, pour éviter les Sarrasins implantés à la Garde Freinet, les habitants se repliaient alors sur les hauteurs mais temporairement, leur vie s'organisant le long de la route d'Italie bordée d'un dizaine de chapelles. C'est à cette époque que l'existence de Castrum nomine Vite Albano apparaît dans les chartes. C'était une possession de la famille princière des comtes de Marseille.
Par la suite, le « fief très noble de Vidalban » apparaît dans diverses transactions, même s’il demeure dans le patrimoine des vicomtes.
Au XIVe siècle, le lieu de Vidauban était déjà formé en communauté. Les habitants possédaient une bonne partie des terres cultivables et leurs biens ne devaient pas être soumis à la "tasque" en grains et vins.
En 1390, le fief de Vidauban revient à Raimond de Villeneuve, fils de Giraud, baron des Arcs. Il demeurera dans cette famille pendant plus de 300 ans.
Dans la deuxième partie du XVe siècle, l'histoire de Vidauban est très mal connue. On sait seulement que le terroir a été momentanément déserté par la population, et que l’ancien village, dans le secteur dit « Derrière le château », a été détruit en 1500.

### XVIeauXIXesiècle
En 1511, un « acte d’habitation » est signé entre Louis de Villeneuve et 17 « manants ». Le seigneur dispose de ses privilèges (justice, impôts…), mais les habitants peuvent se constituer en communauté ; ils peuvent aussi élire des administrateurs qui, pendant leur mandat d’un an, s’occupent des affaires communales et des services publics. Ce contrat régira les rapports entre seigneur et habitants jusqu’à la Révolution de 1789.
Au début du XVIe siècle, le village se déplace en direction de la route d'Italie, autour de l'église actuelle. L'époque des Villeneuves durera jusqu'en 1698, date à laquelle le comte de Vintimille recevra, de messire de Raity, le fief, terre et seigneurie de Vidauban. À cette époque-là, Vidauban compte 146 chefs de familles, 83 maisons habitées et 72 non habitées.
Lors des derniers soubresauts des princes ligueurs le duc d'Épernon fut battu par le duc de Guise, envoyé par : Henri IV.
En 1707, le village est pillé et brûlé, l’église exceptée, par l’armée de Savoie qui venait de lever le siège de Toulon. De nombreux habitants parviennent à fuir ; d’autres, réfugiés dans l’église, y seront massacrés. Le village sera progressivement reconstruit. Une nouvelle invasion aura encore lieu en 1747.
En 1776, Vidauban compte 1 205 habitants. En 1786, l’ancien cimetière, Derrière le Château, est abandonné au profit de celui de l’Aubrède.
C'est ainsi que débutent, le 18 février 1790, l'estimation, fixation, évaluation et cotisation de toutes les propriétés, droits et revenus appartenant au seigneur, comte de Vintimille. Le 12 frimaire an II (novembre 1793) des lots sont formés et vendus. 1793 est aussi l’année de la destruction du château. Par la suite, l’ancienne place du château deviendra la place de la Mairie.
Lors de la Deuxième République, Vidauban est une commune dont la population est républicaine convaincue : les huit chambrées comptent 560 membres en 1849. Par ailleurs, Cavaignac recueille 170 voix en novembre 1848, Ledru-Rollin 83, et Louis-Napoléon Bonaparte seulement 113.
Après le coup d'État du 2 décembre 1851, la commune se soulève dès que la nouvelle de la dissolution de l’Assemblée nationale par Louis-Napoléon Bonaparte est connue. Ainsi, le jeudi 4 décembre, c’est la prise du pouvoir à Vidauban, durant laquelle Les républicains s’emparent de la mairie. Le 6 décembre, les colonnes d’insurgés venant du Luc et de la Garde-Freinet se rallient à Vidauban. Les Vidaubannais se joignent à elles et partent le lendemain, 7 décembre, vers Les Arcs pour la bataille d’Aups. Le 10 décembre, marquera pourtant le début d’une terrible répression, qui laissera une cinquantaine de morts parmi les 6 000 hommes de l’armée républicaine, notamment à Lorgues.
Après la bataille, c’est le 6e régiment d'infanterie qui occupe le village et impose le retour à l’ordre. 288 Vidaubannais sont poursuivis, et 77 condamnés (dont 39 par contumace) : avec les deux morts de la commune, on peut estimer à environ 300 au moins le nombre de Vidaubannais ayant participé à la résistance au coup d’État.
Avant 1850, on dénombrait beaucoup de fours à poix sur le territoire communal. La plupart produisait de la poix « navale », substance résineuse et collante. À la fin du XIXe siècle, Vidauban est devenue une commune à vocation semi-industrielle, prospère notamment grâce à l’industrie du liège et des bouchons.

### Les Templiers et les Hospitaliers
Au XIIIe siècle, Vidauban est sans doute située au sud de la colline de Sainte-Brigitte, dans le secteur dit Derrière le Château. En 1220, Bertrand et Jourdan de Vidauban donnent des biens à l’ordre du Temple, lesquels formeront plus tard la commanderie d'Astros, dépendant de la commanderie du Ruou.
La Révolution atteint Vidauban en 1790, avec l'application d'un décret de l'Assemblée nationale demandant le recensement des « biens nationaux », autrement dit des biens des nobles, du clergé et, à Vidauban, de l'ordre de Saint-Jean de Jérusalem. En effet, les Hospitaliers avaient pris possession du domaine d’Astros, à la suite de la dissolution de l’ordre des Templiers par Philippe le Bel en 1308.

### XXesiècle
Lors de la Première Guerre mondiale, la commune met à la disposition de la 15e région militaire l’établissement numéro 12, pour l’assistance aux convalescents militaires (ACM). Cette structure dispose de 20 lits pour accueillir les blessés du front.
Le village de Vidauban est occupé pendant la Seconde Guerre mondiale, d'abord par les Italiens, qui s’y installent en 1942, puis par les Allemands en 1943. Pressentant un débarquement imminent en Provence, beaucoup de Vidaubannais sont mobilisés en 1944 pour le travail obligatoire aux défenses du littoral, au Lavandou et à La Londe. Le village est libéré par les troupes américaines le 16 août après-midi, à la suite du débarquement de l’opération « Dragoon » qui a eu lieu la veille sur les côtes varoises.

## Politique et administration

### Intercommunalité
Vidauban fait partie de la communauté de Dracénie Provence Verdon agglomération (ex-Communauté d'Agglomération Dracénoise) qui regroupe vingt-trois communes du département du Var, dont Draguignan de 110 019 habitants en 2019, créée le 31 octobre 2000. Les 23 communes composant la communauté d'agglomération en 2019 sont (par ordre alphabétique) :
- Communes fondatrices
  - Draguignan ; Châteaudouble ; Figanières ; La Motte ; Les Arcs ; Lorgues ; Taradeau ; Trans-en-Provence
- Communes ayant adhéré ultérieurement
  - Ampus ; Bargemon ; Bargème ; Callas ; Claviers ; Comps-sur-Artuby ;  Flayosc ; La Bastide ; La Roque-Esclapon ; Le Muy ; Montferrat ;     Saint-Antonin-du-Var ; Salernes ; Sillans-la-Cascade ; Vidauban

### Urbanisme
La commune dispose d'un plan local d'urbanisme qui a été approuvé par délibération du conseil municipal du 15 décembre 2015,.
La commune bénéficiera du schéma de cohérence territoriale (SCOT) de la Dracénie en cours d'instruction.

### Budget et fiscalité 2020

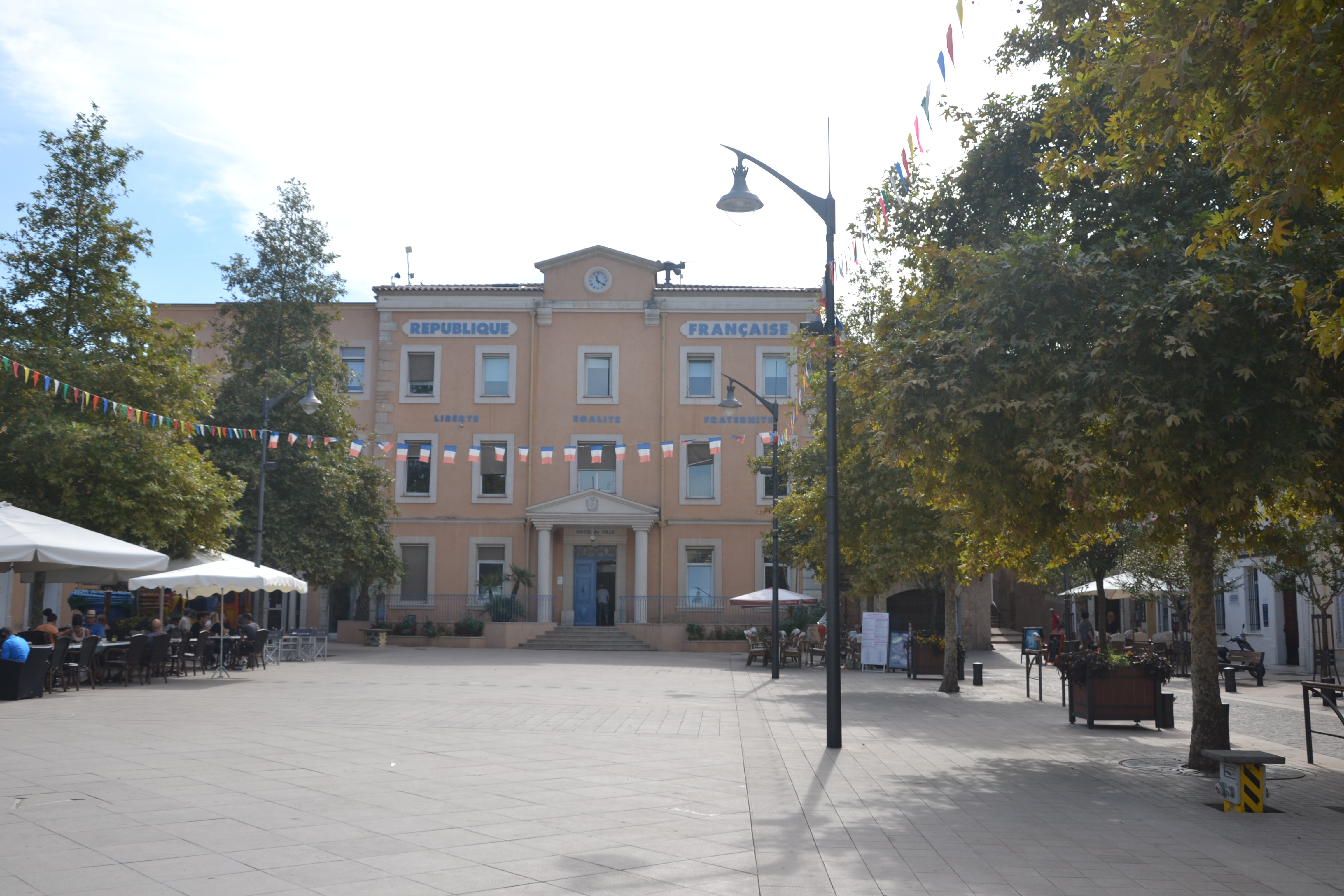
Mairie de Vidauban.

En 2020, le budget de la commune était constitué ainsi :
- total des produits de fonctionnement : 12 066 000 €, soit 1 005 € par habitant ;
- total des charges de fonctionnement : 10 586 000 €, soit 881 € par habitant ;
- total des ressources d’investissement : 539 000 €, soit 449 € par habitant ;
- total des emplois d’investissement : 538 000 €, soit 448 € par habitant ;
- endettement : 9 019 000 €, soit 751 € par habitant.

Avec les taux de fiscalité suivants :
- taxe d’habitation : 14,62 % ;
- taxe foncière sur les propriétés bâties : 22,05 % ;
- taxe foncière sur les propriétés non bâties : 113,92 % ;
- taxe additionnelle à la taxe foncière sur les propriétés non bâties : 0,00 % ;
- cotisation foncière des entreprises : 0,00 %.

Chiffres clés Revenus et pauvreté des ménages en 2018 : Médiane en 2018 du revenu disponible, par unité de consommation : 19 980 €.

## Population et société

### Démographie

#### Évolution démographique
L'évolution du nombre d'habitants est connue à travers les recensements de la population effectués dans la commune depuis 1793. Pour les communes de plus de 10 000 habitants les recensements ont lieu chaque année à la suite d'une enquête par sondage auprès d'un échantillon d'adresses représentant 8 % de leurs logements, contrairement aux autres communes qui ont un recensement réel tous les cinq ans,.

En 2022, la commune comptait 12 712 habitants, en évolution de +10,11 % par rapport à 2016 (Var : +4,98 %, France hors Mayotte : +2,11 %).
| 1793  | 1800  | 1806  | 1821  | 1831  | 1836  | 1841  | 1846  | 1851  |
| ----- | ----- | ----- | ----- | ----- | ----- | ----- | ----- | ----- |
| 1 320 | 1 485 | 1 388 | 1 476 | 2 006 | 1 942 | 2 088 | 2 203 | 2 150 |

| 1856  | 1861  | 1866  | 1872  | 1876  | 1881  | 1886  | 1891  | 1896  |
| ----- | ----- | ----- | ----- | ----- | ----- | ----- | ----- | ----- |
| 2 296 | 2 576 | 2 706 | 2 880 | 3 132 | 2 948 | 3 003 | 2 736 | 2 629 |

| 1901  | 1906  | 1911  | 1921  | 1926  | 1931  | 1936  | 1946  | 1954  |
| ----- | ----- | ----- | ----- | ----- | ----- | ----- | ----- | ----- |
| 2 650 | 2 695 | 3 014 | 2 752 | 3 016 | 3 196 | 3 062 | 2 658 | 2 583 |

| 1962  | 1968  | 1975  | 1982  | 1990  | 1999  | 2006  | 2011   | 2016   |
| ----- | ----- | ----- | ----- | ----- | ----- | ----- | ------ | ------ |
| 2 611 | 2 757 | 2 930 | 3 805 | 5 460 | 7 311 | 9 569 | 10 608 | 11 545 |

| 2021   | 2022   | - | - | - | - | - | - | - |
| ------ | ------ | - | - | - | - | - | - | - |
| 12 573 | 12 712 | - | - | - | - | - | - | - |

### Enseignement

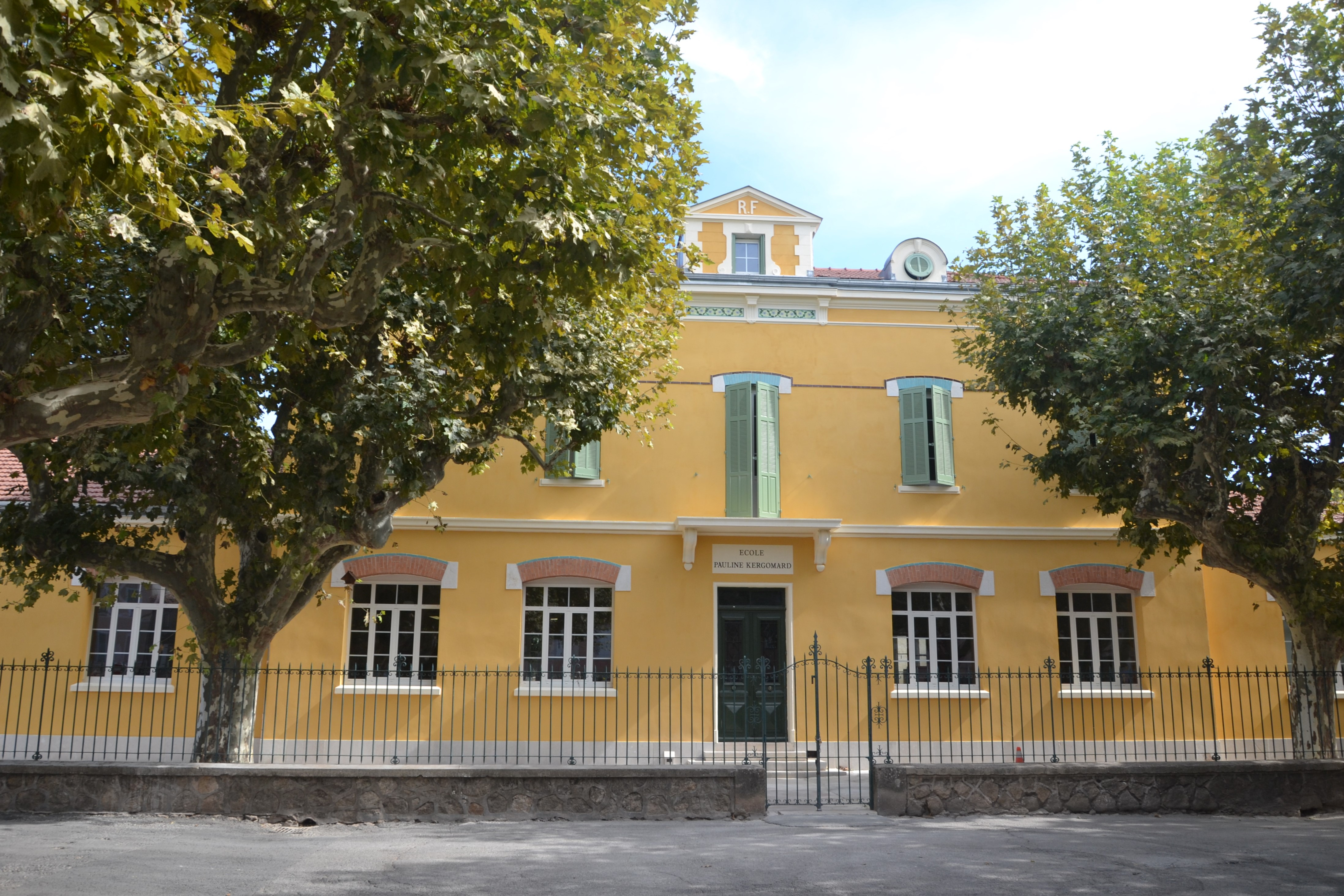
École de Vidauban.

- 1 école maternelle.
- 1 école élémentaire[45].
- 2 écoles primaires.
- 1 collège[46].

### Santé
Professionnels et établissements de santé :
- Médecins,
- Pharmacies,
- Hôpitaux à Le Luc (12 km), Trans-en-Provence (13 km),
- Le Centre hospitalier de la Dracénie se trouve à Draguignan, à 17 km[48],[49]. Il dispose d'équipes médicales dans la plupart des disciplines[50] : pôles médico-technique ; santé mentale ; cancérologie ; gériatrie ; femme-mère-enfant ; médecine-urgences ; interventionnel.

### Sports
Vidauban est ville départ de la 2e étape du Tour du Haut-Var 2019.

### Cultes
- Culte catholique[51], Diocèse de Fréjus-Toulon.
- Confession musulmane[52].

## Économie

### Entreprises et commerces

#### Agriculture
Profitant de la notoriété grandissante des vins Côtes-de-provence, qui ont accédé au rang d’Appellation d'origine contrôlée en 1977, la viticulture est devenue l’activité principale de la commune de Vidauban.
Elle réunit aujourd'hui cinq châteaux, cinq domaines, une cave coopérative et la maison du rosé-Pôle et Œnologie de la chambre d'agriculture.
Le vin rosé représente 80 % des volumes produits.
Les domaines d’Astros sont célèbres pour leur opération « Cueillez les pommes » avec leurs 10 000 pommiers d’une douzaine de variétés différentes, mais aussi par le tournage du "château de ma mère".

#### Tourisme
Vidauban, placée au cœur du Var, est le point de départ idéal pour découvrir les sites historiques et culturels de la Provence. Sa situation privilégiée, ses paysages et sa végétation en font un cadre agréable, qui n'est éloigné de la côte méditerranéenne que de 25 kilomètres, et de moins de 100 kilomètres des premières stations de ski des Alpes du Sud.
- Hôtels, restaurants[59].
- Chambres d'hôtes, gîtes[60].

#### Commerces et services
Au 1er janvier 2005, la commune comptait :
31 entreprises relevant du secteur de l'industrie,
99 entreprises relevant du secteur de la construction,
116 entreprises relevant du secteur du commerce,
151 entreprises relevant du secteur des services.
Anciennes activités industrielles :
- Tuileries[62],[63].
- Scierie[64].

## Culture locale et patrimoine

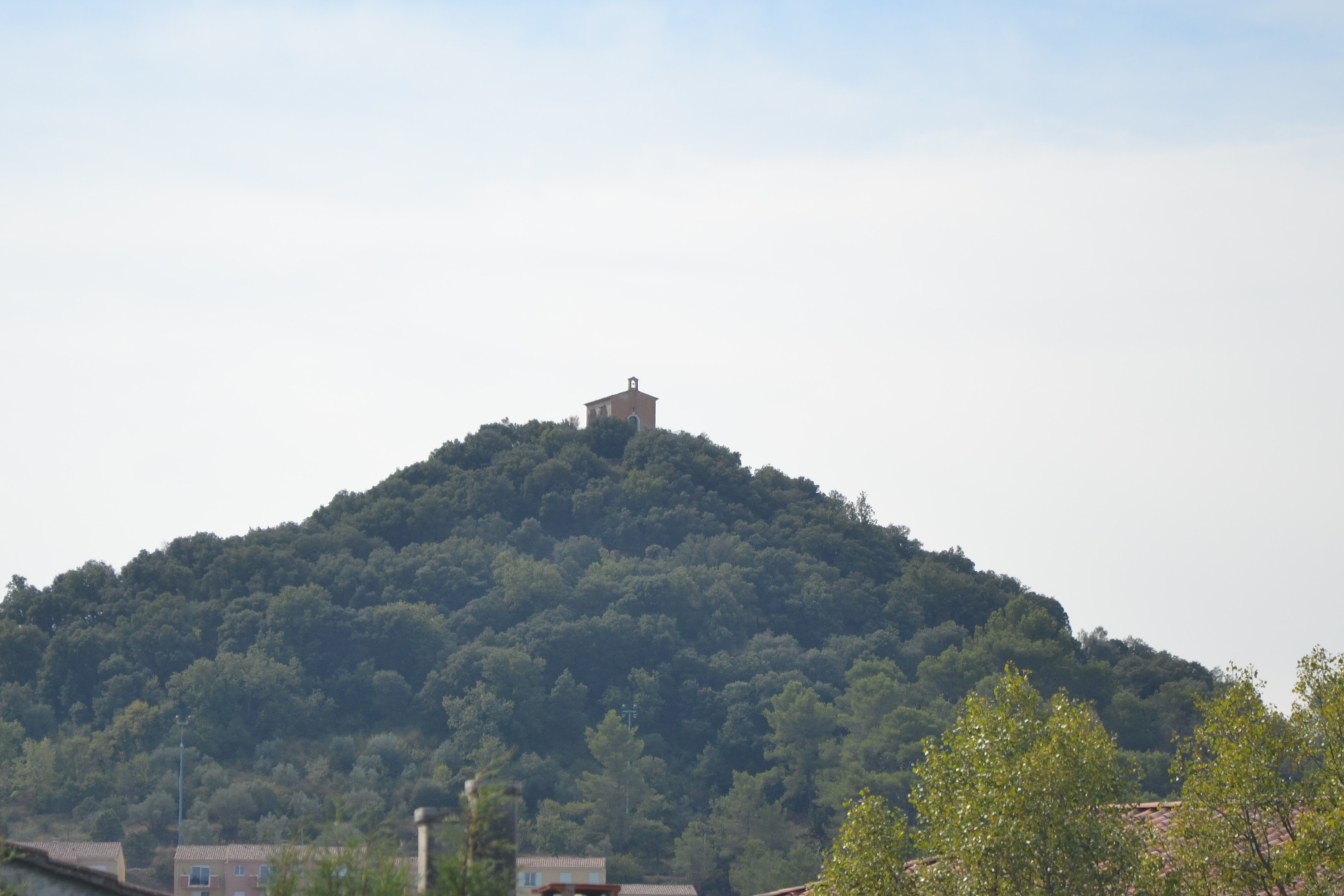
Chapelle Sainte Brigitte.
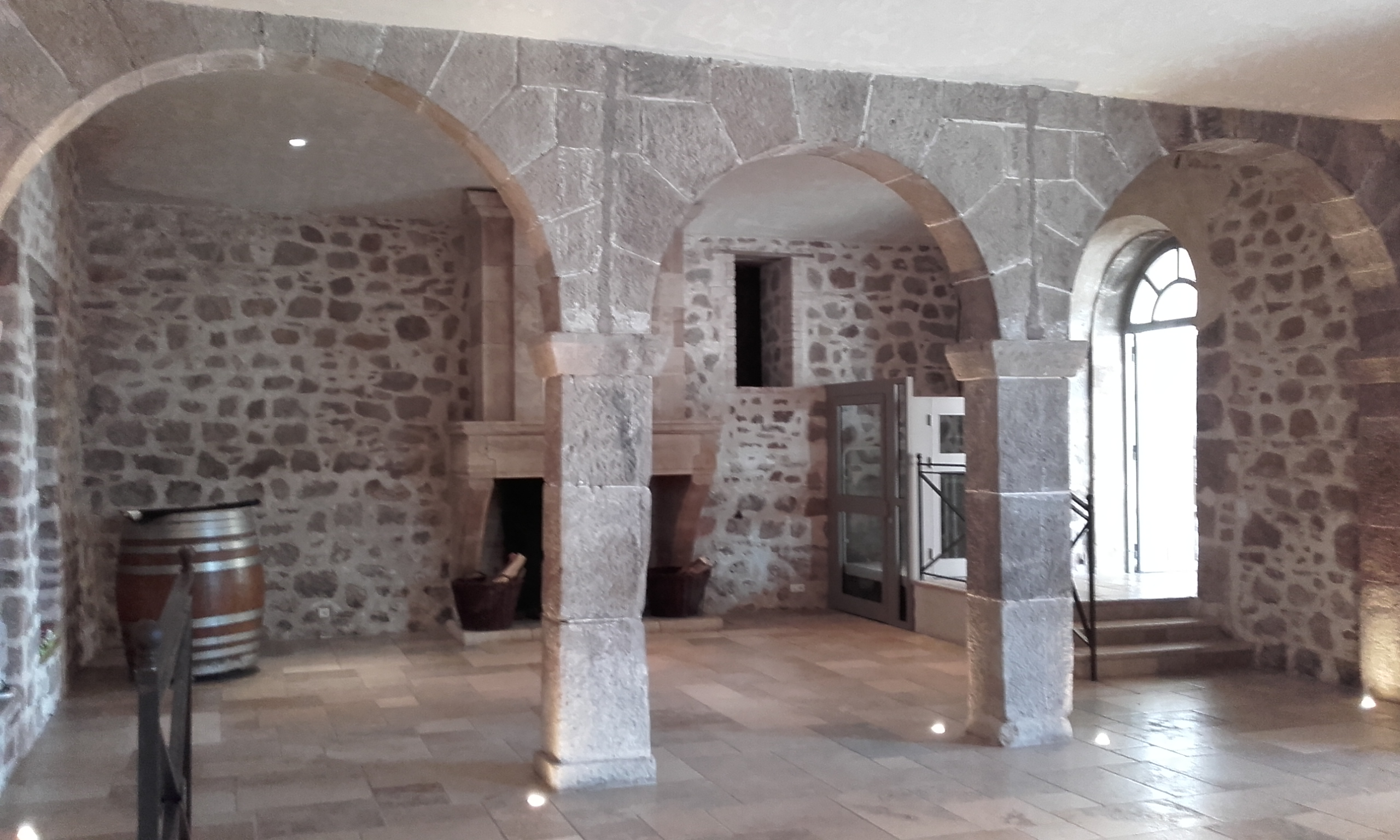
Ancienne chapelle du château St-Julien d'Aille[65].
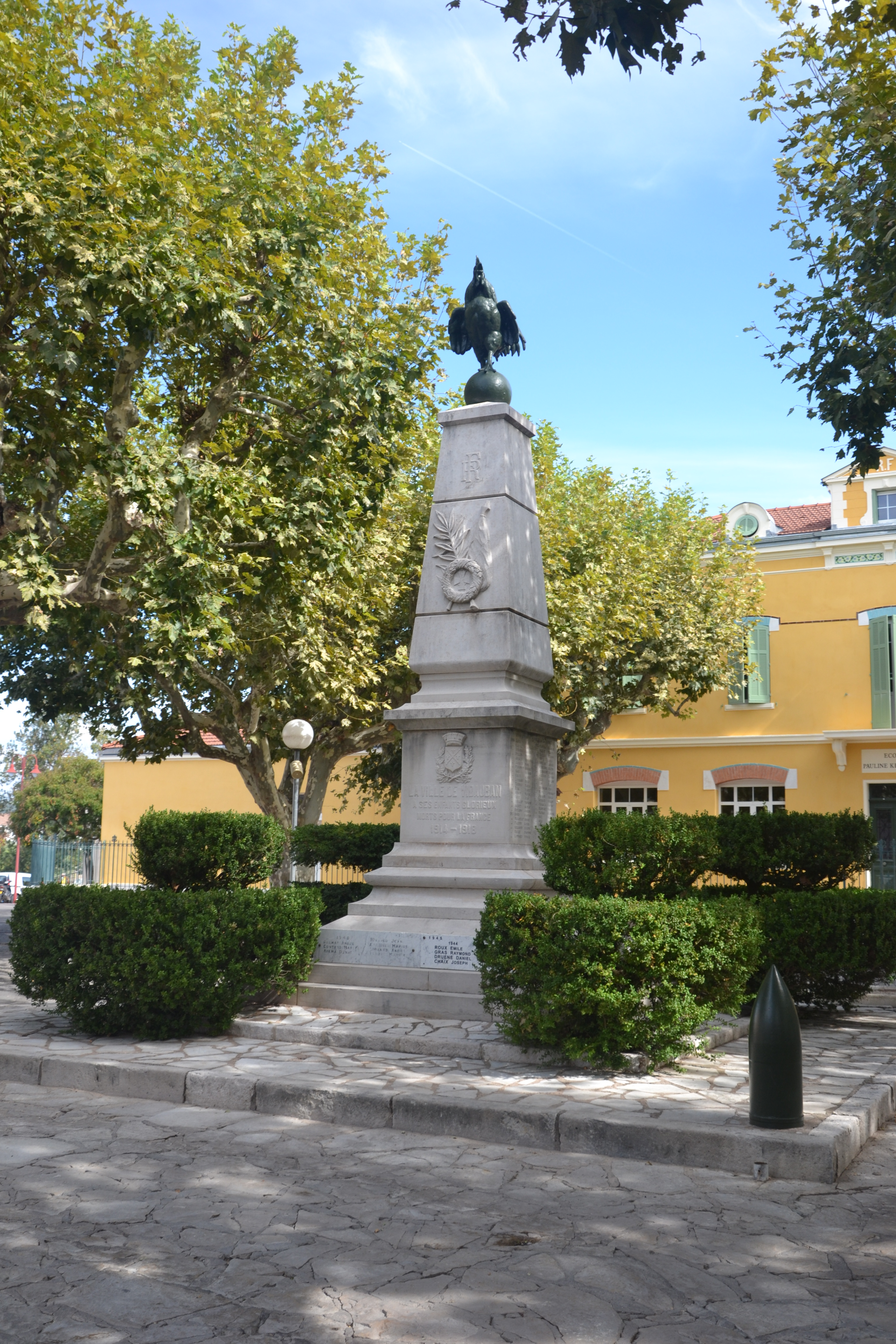
Monument aux morts.
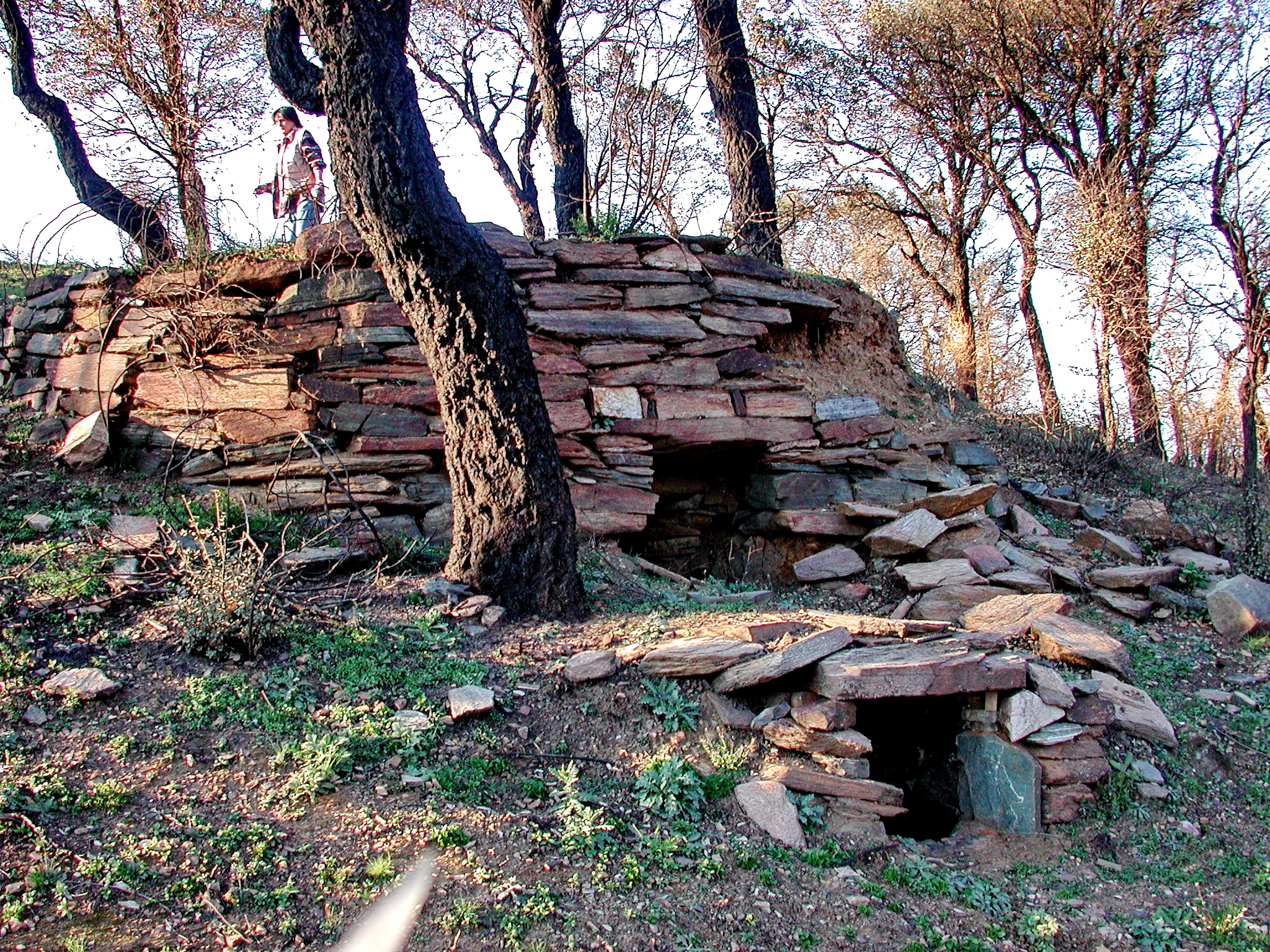
Four à poix Clavels.

### Lieux et monuments
- Les monuments historiques sur la commune[66] :
  - le domaine des châteaux d'Astros[67], route de Lorgues a bénéficié d'une protection au titre des monuments historiques par arrêté du 17 avril 2009[68] : 
    - le vieux château et ses dépendances[69] ;
    - commanderie de Templiers[70], Château fort dit le Château Vieux[71],[67] ;
    - le pigeonnier[72] ;
    - la chapelle Saint-Lambert[73] ;
    - les parties du canal d'irrigation, y compris les ponts-aqueducs[74] ;

  - le château neuf et ses dépendances[75],[76] ; 
    - le parc du château neuf, y compris son mur de clôture et le square des Quatre-Saisons[77] ;

  - l'allée de platanes bordant la départementale[78] ;
  - les parties du canal d'irrigation[79].
- Le parc du château d'Astros[80].
- L'église paroissiale Saint-Jean-Baptiste[81],[82], sa cloche de 1898[83] et son orgue  polyphone  Louis Debierre[84].
- Les chapelles :
  - La chapelle Saint-Lambert[73],[85] ;
  - La chapelle dite La Capelette[86] ;
  - La chapelle Sainte-Anne[87] ;
  - La chapelle Sainte Brigitte[88] ;
  - L'ancienne chapelle dédiée à Saint-Julien[89] dans le Château Saint Julien d'Aille. En 1014, l’Abbaye Saint-Victor de Marseille[90], alors propriétaire du domaine, y fit édifier une chapelle. Une bulle papale datant de 1095 sanctifie ces lieux à Saint Julien[91]. Le château Saint Julien d'Aille doit son nom à Saint Julien, centurion romain martyrisé en l'an 304 après J.C. et à l'Aille, petite rivière affluent de l'Argens qui longe le domaine[92] ;
  - L'ancienne chapelle des Pénitents[93],[94];
  - La chapelle de Saint-Pons[95],[96].
- Croix monumentale, chemin de Saint-Pons[97].
- Oratoire, chemin de Saint-Pons, lieu-dit Bourgarel[98].
- Monuments commémoratifs :
  - Le monument aux morts de la Guerre de 1914-1918[99],[100],[101],[102],
  - Plaque commémorative de la guerre de 1914-1918[103].
- Les 7 fours à poix recensés sur la commune : Clavels[104]...
- Ancien moulin à blé[105].
- Les fontaines et lavoirs :
  - La Fontaine du Lion[106],[107].
  - La fontaine monumentale place Clémenceau[108].
  - Le lavoir des Espassiers[109].

### Personnalités liées à la commune
- Famille Le Clerc de Lassigny, qui possédait le château vers 1690[110].
- André Thomas Perreimond (1766-1844), général des armées de la République et de l'Empire, né dans la commune.
- Martin Bidouré (1825-1851), héros et martyr de la résistance varoise au coup d’État du 2 décembre 1851, pris par les soldats et fusillé deux fois. Une rue porte son nom.
- Le 20 novembre 1894, le tueur en série Joseph Vacher assassina une fille de fermier, Louise Marcel, 13 ans.
- Henri Michel (1907-1986), historien de la Seconde Guerre mondiale.
- Sim : les cendres de Sim ont été dispersées au jardin du souvenir du crématorium.

### Héraldique
| Blason | Blasonnement : De gueules à deux lances de tournoi passées en sautoir, cantonnées de quatre fleurs de lys, le tout d'or. |